# 임영빈
임영빈은 대한민국의 텔레비전 드라마 작가이다. 의정부고등학교 졸업, 건국대학교 예술학부 영화학과 연출전공, 2009년 충무로국제영화제 대학생 영화제 "씨네 스튜던트"에서 '진실게임'으로 우수작품상(감독)을 수상함. 2010년 12월 영화학과 동기생들(7명)과 옴니버스 형식으로 공동 제작한 영화 '나의 영화 그리고 나의 이야기'가 제 29회 밴쿠버국제영화제 용호(Dragon&Tiger) 부분에 공식 초청돼 상영됨. 용호 부분은 1996년 홍상수감독의 '돼지가 우물에 빠진 날' 1997년 이창동감독의 '초록물고기'가 수상한 부분임. 대학 졸업 후 감독에서 작가로 진로를 바꿔 활동함. 2013년 JTBC 드라마 '무정도시'에서 유성열작가의 보조 작가로 시나리오 작업에 참여하였으며, 2018년 드라마'스케치'에 공동 작가로 참여하였음. 2022년 kbs2 수목드라마 '진검승부'(도경수, 이세희 주연 - 통쾌 수사극)를 집필(단독)하였고 첫 1화부터 마지막 12화까지 동시간 공중파 종편 케이블 모든 수목 드라마 시청률 1위를 기록함.

## 드라마
- 2018년 JTBC 금토 미니시리즈 《스케치》 ... 공동집필
- 2022년 KBS2 수목 미니시리즈 《진검승부》 ... 집필
- 2025년 MBC 금토 미니시리즈 《언더커버 하이스쿨》 ... 집필